# Мінерал-Пойнт (Вісконсин)
Мінерал-Пойнт (англ. Mineral Point) — місто (англ. city) в США, в окрузі Айова штату Вісконсин. Населення — 2581 особа (2020).

## Географія
Мінерал-Пойнт розташований за координатами 42°51′44″ пн. ш. 90°11′1″ зх. д. / 42.86222° пн. ш. 90.18361° зх. д. (42.862350, -90.183656).  За даними Бюро перепису населення США в 2010 році місто мало площу 7,52 км², уся площа — суходіл.

## Демографія
Згідно з переписом 2010 року, у місті мешкало 2487 осіб у 1147 домогосподарствах у складі 648 родин. Густота населення становила 331 особа/км².  Було 1278 помешкань (170/км²).
Расовий склад населення:
| - 97,9 % — білих - 0,8 % — азіатів - 0,6 % — чорних або афроамериканців - 0,1 % — корінних американців |

До двох чи більше рас належало 0,5 %. Частка іспаномовних становила 0,7 % від усіх жителів.
За віковим діапазоном населення розподілялося таким чином: 21,3 % — особи молодші 18 років, 60,5 % — особи у віці 18—64 років, 18,2 % — особи у віці 65 років та старші. Медіана віку мешканця становила 43,7 року. На 100 осіб жіночої статі у місті припадало 92,3 чоловіків;  на 100 жінок у віці від 18 років та старших — 89,3 чоловіків також старших 18 років.
Середній дохід на одне домашнє господарство  становив 57 866 доларів США (медіана — 48 698), а середній дохід на одну сім'ю — 73 441 долар (медіана — 67 688). Медіана доходів становила 40 539 доларів для чоловіків та 34 643 долари для жінок. За межею бідності перебувало 14,9 % осіб, у тому числі 16,8 % дітей у віці до 18 років та 14,4 % осіб у віці 65 років та старших.
Цивільне працевлаштоване населення становило 1368 осіб. Основні галузі зайнятості: освіта, охорона здоров'я та соціальна допомога — 26,6 %, роздрібна торгівля — 20,3 %, виробництво — 11,9 %, мистецтво, розваги та відпочинок — 6,7 %.